# Jesús María Echavarría y Aguirre
Jesús María Echavarría y Aguirre (* 6. Juli 1858 in San Pedro Bacubirito, Sinaloa, Mexiko; † 5. April 1954 in Saltillo, Coahuila) war Bischof von Saltillo.

## Leben
Als Schüler lernte Jesús María Echavarría y Aguirre gern und leicht, bald gab er selbst Unterricht. Von seiner Begabung beeindruckt, übertrug ihm die Gemeinde San Pedro Bacubirito schon in sehr jungen Jahren die Leitung der örtlichen Schule. Doch dann verspürte Echavarría die Berufung zum Priestertum. Er studierte Theologie und empfing am 18. Oktober 1886 in der Kathedrale Nuestra Señora del Rosario in Culiacán durch den Bischof von Sinaloa, José de Jesús María Uriarte y Pérez, das Sakrament der Priesterweihe.
Echavarría unterrichtete am Priesterseminar in Culiacán und war Pfarrer in El Fuerte und in Culiacán. Als Pfarrer lag ihm eine gute religiöse Bildung der Kinder besonders am Herzen. 1895 wurde er zum Rektor des Priesterseminares berufen, 1902 zum Generalvikar des Bistums Sinaloa.
Am 16. Dezember 1904 ernannte ihn Papst Pius X. zum Bischof von Saltillo. Der Bischof von Aguascalientes, José María de Jesús Portugal y Serratos OFM, spendete ihm am 12. Februar 1905 in der Kathedrale Santiago in Saltillo die Bischofsweihe; Mitkonsekratoren waren der Bischof von León, Leopoldo Ruiz y Flóres, und der Koadjutorbischof von Zamora, José de Jesús Fernández y Barragán. Die Amtseinführung fand am 27. März desselben Jahres statt.
Das Bistum Saltillo umfasste damals den gesamten Bundesstaat Coahuila und erstreckte sich über 151.000 km2. Bischof Echavarría unternahm 1907 und 1908 monatelange Pastoralreisen, um seinen ausgedehnten Sprengel kennenzulernen. Es sah die Not der indigenen Familien und anderer armer Familien. Er machte sich daran, auch deren Kindern eine Schulbildung zu ermöglichen. Dazu gründete er eine Vielzahl von Schulen, auch in entlegenen Weilern, wo es keinerlei Schulgebäude gab. Jegliche „Heimstatt“ diente als Unterrichtsort: Dielen, Pferche, Pferdeställe usw. Alle bedürftigen Kinder erhielten eine Schulspeisung. Daraufhin wurde das Netzwerk dieser ländlichen Grundschulen als „Escuelas hogar“ („Schulen und Heimstätten“) bekannt. Seine Initiative machte landesweit Schule.
Da es in seinem Bistum nur wenige Priester gab, gründete er eine diözesane Kongregation und beauftragte die Ordensschwestern mit der religiösen Unterweisung. Er bemühte sich, das Niveau der theologischen Bildung des Klerus zu heben. Gemäß can. 672 des 1899 in Rom abgehaltenen Lateinamerikanischen Plenar-Konzils stellte er jedem seiner Priester allmonatlich eine Aufgabe aus der Moraltheologie; die Priester mussten ihre Lösung per Brief beim Bischof einreichen. Schon in seinem ersten Amtsjahr als Bischof gründete er ein Priesterseminar, das Venustiano Carranza, der Gouverneur des Bundesstaates Coahuila, jedoch schließen ließ.
Die Spannungen zwischen den Wortführern der Mexikanischen Revolution und der katholischen Kirche, die bereits durch die Schließung des Seminars offenkundig geworden waren, verschärften sich. Am 27. April 1914 besetzten revolutionäre Truppen die Stadt Saltillo. Bischof Echavarría musste ins Exil gehen. Bischof John William Shaw von San Antonio (Texas) nahm ihn (und andere vertriebene mexikanische Bischöfe) auf. Im Mai 1918 konnte Bischof Echavarría nach Saltillo zurückkehren.
Obwohl die Konflikte mit der revolutionären Regierung anhielten und trotz mancher Drohungen, wagte es Bischof Echavarría, am 12. März 1920 an den Grundsteinlegung des Christusdenkmals auf dem Cerro del Cubilete bei Silao (Bundesstaat Guanajuato) teilzunehmen. 1926 sollte er auf Befehl von Präsident Plutarco Elías Calles verhaftet werden; ein ihm wohlgesinnter Offizier ermöglichte ihm jedoch die Flucht. Wieder musste er ins Exil gehen, noch einmal nach San Antonio. 1928 konnte er aus seinem zweiten Exil heimkehren.
1938, im Alter von 80 Jahren, erfüllte der Heilige Stuhl seinen Wunsch nach Unterstützung und ernannte Luis Guízar y Barragán zum Koadjutor. Jesús María Echavarría blieb jedoch Bischof von Saltillo bis zu seinem Tod in seinem 50. Amtsjahr als Bischof.

## Seligsprechungsprozess
1987 wurde der diözesane Seligsprechungsprozess eröffnet. 2015 wurde ihm der Ehrentitel „Ehrwürdiger Diener Gottes“ zuerkannt.